# Caseta de la Vila (Pinell de Solsonès)
La Caseta de la Vila és una masia situada al municipi de Pinell de Solsonès, a la comarca catalana del Solsonès.
Està situada a 589 m d'altitud. Es troba al sud de la Vila i de Ca l'Ermengol, i la masia dels Casals queda al nord-est. Just a tocar de la casa hi passar el GR-3, així com la Ruta de les Mentides.

## Història
A la llinda de la porta principal d'accés a la casa hi trobem inscrita la data 1802 que podria molt ben ser la data de construcció de la casa si tenen en compte que correspon també a l'època en què a la Vila es construïren alguns coberts. Aquesta casa seria una masoveria de la casa de la Vila.

## Descripció
La casa és de planta rectangular que consta d'una planta baixa més un pis superior. La casa es troba en avançat estat d'enrunament. Els materials de construcció són: pedra. tapia, calç i ciment. L'entrada principal de la casa és a la façana nord i es tracta d'una porta rectangular emmarcada amb carreus de pedra, a la llinda d'aquesta trobem la inscripció 1802. A la façana principal hl ha també una porta d'accés actualment tapiada. Hi han coberts annexos a la façana est i sud de la casa als que no es pot accedir a causa de l'espessa vegetació que els rodeja. La teulada tenia dues vessants i actualment es troba totalment descoberta.